# Maksim Hoestsik
Maksim Hoestsik (Wit-Russisch: Максім Гусцік, Russisch: Максим Густик) (Minsk, 1 mei 1988 – aldaar, 9 december 2023) was een Wit-Russische freestyleskiër, gespecialiseerd op het onderdeel aerials. Hij vertegenwoordigde zijn vaderland op de Olympische Winterspelen 2018 in Pyeongchang.

## Carrière
Bij zijn wereldbekerdebuut, in februari 2008 in Moskou, eindigde Hoestsik op de tiende plaats. Op de wereldkampioenschappen freestyleskiën 2011 in Deer Valley eindigde hij op de elfde plaats. In februari 2012 stond de Wit-Rus in Kreischberg voor de eerste maal in zijn carrière op het podium van een wereldbekerwedstrijd. Op 1 februari 2013 boekte Hoestsik in Deer Valley zijn eerste wereldbekerzege. In Voss nam hij deel aan de wereldkampioenschappen freestyleskiën 2013, op dit toernooi eindigde hij als vijftiende op het onderdeel aerials.
Op de wereldkampioenschappen freestyleskiën 2015 in Kreischberg veroverde Hoestsik de bronzen medaille op het onderdeel aerials. In de Spaanse Sierra Nevada nam de Wit-Rus deel aan de wereldkampioenschappen freestyleskiën 2017. Op dit toernooi eindigde hij als zevende op het onderdeel aerials. Tijdens de Olympische Winterspelen van 2018 in Pyeongchang eindigde hij als 22e op het onderdeel aerials.
Op de wereldkampioenschappen freestyleskiën 2019 in Park City eindigde Hoestsik als twintigste op het onderdeel aerials.
Hoestsik overleed op 9 december 2023 op 35-jarige leeftijd in Minsk als gevolg van een auto-ongeluk.

## Resultaten

### Olympische Spelen
| Jaar | Plaats      | Resultaten  |
| ---- | ----------- | ----------- |
| 2018 | Pyeongchang | 22e Aerials |

### Wereldkampioenschappen
| Jaar | Plaats        | Resultaten  |
| ---- | ------------- | ----------- |
| 2011 | Deer Valley   | 11e Aerials |
| 2013 | Voss          | 15e Aerials |
| 2015 | Kreischberg   | Aerials     |
| 2017 | Sierra Nevada | 7e Aerials  |
| 2019 | Park City     | 20e Aerials |

### Wereldbeker
Eindklasseringen
| Seizoen   | Algm | AE     |
| --------- | ---- | ------ |
| 2007/2008 | 145e | 35e    |
| 2008/2009 | 160e | 41e    |
| 2009/2010 | 115e | 34e    |
| 2010/2011 | 36e  | 10e    |
| 2011/2012 | 24e  | 9e     |
| 2012/2013 | 19e  | 7e     |
| 2013/2014 | 97e  | 21e    |
| 2014/2015 | 27e  | 8e     |
| 2015/2016 | 12e  | Zilver |
| 2016/2017 | 21e  | 5e     |
| 2017/2018 | 11e  | 4e     |
| 2018/2019 | 161e | 27e    |
| 2019/2020 | 37e  | 9e     |

Wereldbekerzeges
| Datum            | Plaats      | Onderdeel |
| ---------------- | ----------- | --------- |
| 1 februari 2013  | Deer Valley | Aerials   |
| 20 december 2015 | Peking      | Aerials   |